# 1С: Підприємство
«1С: Підприємство» — російський програмний продукт для ведення бухгалтерського, податкового та управлінського обліку в комерційних організаціях, а також для формування стандартної бухгалтерської, статистичної та податкової звітності. З 2017 року заборонений для застосування на державних підприємствах України. Для обходу заборони розробник продовжив роботу на українському ринку під торговельною маркою BAS.

## Архітектура
Технологічна платформа «1С: Підприємство» — це програмна оболонка над базою даних. Використовуються бази на основі DBF-файлів в 7.7, власний формат 1CD у версії 8.х або СУБД Microsoft SQL Server на будь-якій з цих версій. Крім цього, починаючи з версії 8.1 зберігання даних можливо в PostgreSQL та IBM DB2, а починаючи з версії 8.2 також і в Oracle. Платформа має свою внутрішню мову програмування, яка забезпечує доступ до даних, а також можливість взаємодії з іншими програмами через OLE та DDE (в версіях 7.7, 8.0 и 8.1 — с допомогою COM-з'єднання).
Клієнтська частина платформи функціонує в середовищі Microsoft Windows, а починаючи з версії 8.3, також в середовищі Linux та Mac OS X. Серверна частина платформи в клієнт-серверному варіанті роботи «1С: Підприємства» може функціонувати на ОС Microsoft Windows та Linux (починаючи з версії 8.1).
Існують спеціальні версії мобільних пристроїв, та вебдодатки, які взаємодіють з базою даних «1С: Підприємства».

## Прикладні рішення
На платформі «1С: Підприємство» побудовано багато прикладних рішень. «Типова» конфігурація — це тиражний продукт, який продається «в коробці». Також можлива розробка певних продуктів під вимоги конкретного клієнта.
Раніше типовими продуктами були «1С: Бухгалтерія для України 7.7», «1С: Торгівля і Склад 7.7», «1С: Зарплата і Кадри 7.7», «1С: Комплексний облік 7.7». Пізніше — «1С: Бухгалтерія 8», «1С: Управління торгівлею 8», «1С: Управління торговим підприємством 8», «1С: Управління виробничим підприємством 8» та інші.
Найпопулярнішим з них в Україні є «1С: Бухгалтерія для України».

### «1С: Бухгалтерія для України»
Першою версією програми «1С: Бухгалтерія для України» була версія «2.0». Ця версія працювала на операційній системі DOS.
Наступною версією, яка з'явилася в 1995 році, була версія «6.0», яка працювала на ОС Windows 95 і мала графічний інтерфейс.
Першою версією, яка закріпилась на українському ринку стала версія «7.7» (повна назва «1С: Підприємство 7.7 Бухгалтерський облік для України», вона замінила версію «7.5», яка проіснувала недовго) . Українська локалізація була здійснена компанією «Абі Україна». Вона вийшла в 1999 році і підтримувалась до 2016 року. Далі випускались тільки критичні поновлення згідно змін законодавства, а останні поновлення цієї версії вийшли в 2020 році.
У 2002 році вийшла версія «8.0», якій незабаром на зміну прийшла версія «8.1». Ця версія вийшла в 2003 році і підтримувалась розробниками до 2011 року.
Починаючи з 2008 року українські конфігурації почали носити назви незалежні від номерів платформ. Так появилась «1С: Бухгалтерії для України — редакція 1.0», потім «1С: Бухгалтерії для України — редакція 1.1» і нарешті версія «1С: Бухгалтерії для України — редакція 1.2», яка вийшла в 2011 році і підтримувалась до 2018 року (частково до 2019 року). Українська локалізація була здійснена компанією «1С» і компанією «Абі Україна».
У 2016 році вийшла «1С: Бухгалтерії для України — редакція 2.0». Вона написана на керованих формах і використовувала інтерфейс «Таксі».
Для підтримки користувачів передбачено перелік сервісів підтримки, який надається за договором супроводу «1С: ІТС Україна».
Можливості «1С: Бухгалтерія для України»:
- Ведення обліку декількох організацій в єдиній інформаційній базі
- Облік «від документу», застосування типових операцій
- Партійний облік
- Складський облік
- Облік торговельних операцій
- Облік комісійної торгівлі
- Облік операцій з тарою
- Облік банківських і касових операцій
- Облік розрахунків з контрагентами
- Облік основних засобів, нематеріальних і малоцінних активів
- Облік основного й допоміжного виробництва
- Облік непрямих витрат
- Облік напівфабрикатів
- Облік ПДВ
- Облік заробітної плати, кадровий облік
- Підтримка різних схем оподаткування
- Податковий облік з податку на прибуток
- Спрощена система оподаткування
- Завершальні операції періоду
- Стандартні бухгалтерські звіти

## Ребрендинг в Україні
У травні 2017 року за рішенням РНБО в Україні запровадили санкції щодо російського виробника програмного забезпечення — ТОВ «1С» — і компанії-постачальника програмного продукту «1С: Підприємство» в Україні «Єврософтпром». На думку СБУ користування цим програмним продуктом в умовах війни становило загрозу для економіки з огляду на те, що обробка даних здійснюється в російській федерації, а шляхом оновлення програм спецслужби могли втручатися роботу підприємств. Для державних структур подальше користування продуктом країни-агресора стало неприйнятним, зокрема, його не допускали на тендери держзакупівель. Для приватних структур такого обмеження не встановлювалося, використання продукту залишалося на їх розсуд.
З початку 2021 року підтримку останньої редакції «1С: Бухгалтерія для України» було припинено.
Подальшим розвитком «1С: Бухгалтерія для України» стала «BAS: Бухгалтерія для України», створена на платформі BAF.
2020 року РНБО поширила санкції і на продукти BAS.